# Курязький монастир
Ку́рязький Преображе́нський монасти́р — православний монастир на Харківщині, нині селище Подвірки, Дергачівський район, Харківська область за 10 км від Харкова. Заснований 1663 у Харківському полку, скасований 1917.

## Історія
Заснований 1673 р. харківським полковником Григорієм Єрофійовичем Донцем на шляху від Харкова до Гетьманщини — Полтави та Києва. Розташований у мальовничій місцевості, де б'ють природні джерела і яка оточена садами і дубовими лісами. Свою назву отримав на прізвище Олексія Курязького, пасіка якого стояла на тому місці; землі придбані у Курязького Былашем Тенетевським за 150 грошів і згодом продані полковнику Донцю під монастир за 200 злотих і млин на річці Харкові.
Монастирю були відведені землі та угіддя, але спочатку монастир існував на пожертви полковників Харківського слобідського козацького полку.
Храм великомученика Георгія був дерев'яним до 1687 року, кам'яним став у 1709-му. Представляв із себе однонефну базиліку в стилі бароко з перекритою конхою вівтарною частиною, увінчаною однією главою. Тут була трапезна. У 1904 році храм реконструйовано. Збереглися залишки основного об'єкту, які сьогодні визнані пам'яткою історії та архітектури.
Храм Преображення Господнього — головний собор монастиря — спочатку дерев'яний, потім двічі перебудовувався (в 1762 і в 1882 р.). Був п'ятиглавим, потім — з трьома банями. У 1930 році перетворений на господарський склад, бані — знесли. У 1939 році підірвана дзвіниця.
Місце вважалося святим, цілющим. Із землі било одразу три джерела: одне називали «очною водою», друге — від внутрішніх хвороб, а третє за легендою було «жіночим». «Очне» джерело, як переказували, вилікувало відомого письменника і драматурга Григорія Квітку (Основ'яненка), який провів 4 роки в послушниках монастиря. Над природним джерелом у XVII столітті побудували дерев'яний храм преподобного Онуфрія. На його місці в 1753 році споруджена кам'яна церква у стилі бароко. Джерело виходить з-під престолу церкви і наповнює колодязь під амвоном.
У 1773 році монастир ліквідовано, але в 1796 р. відновлено. У 1821 році його відвідував імператор Олександр I. У 1836 році монастир став другокласним штатним.
Після Жовтневого перевороту та окупації УНР, монастир розорили російські більшовики. З 1923 року у приміщеннях монастиря діє колонія для малолітніх громадян чоловічої статі від 13 до 17 років «Реформатори імені 7-го листопада». У 1926 році колонію очолив Антон Макаренко.

## Настоятелі монастирю[4]
- Донець-Захаржевський Григорій Єрофійович — засновник (ктитор) монастирю полковник Харківського слобідського козацького полку. В кінці життя став ченцем в монастирі як чернець Авдій.
- Логгін Федорович — другий ктитор Курязького монастиря. Мешканець Харкову.
- 1. Іоїл — перший настоятель Курязького монастиря. Архімандрит. Вибраний полковником Г. Є. Донцем-Захаржевським. Посвячений митрополитом Бєлгородським та Обояньським Мисаїлом. Пізніше архімандрит Святогірського монастиря.
- 2. Манасія — настоятель Курязького монастиря. Переведений зі Зміївського монастиря, де був ігуменом.
- 3. Герман — настоятель Курязького монастиря (коло 1678 року). Архімандрит.
- 4. Іоасаф — настоятель Курязького монастиря (коло 1682, 1687 року). Архімандрит.
- 5. Онуфрій — настоятель Курязького монастиря (коло 1694—1709 року). Архімандрит.
- 6. Пахомій — настоятель Курязького монастиря (1696—1699 роки). Архімандрит.
- 7. Онуфрій — вдруге настоятель Курязького монастиря. Архімандрит.
- 8. Сильвестр — настоятель Курязького монастиря (1709—1721 роки). Архімандрит.
- 9. Арсеній Зарудний — настоятель Курязького монастиря (коло 1722 року). Архімандрит. Архімандрит Святогірського монастиря.
- 10. Єфрем Черкаський — настоятель Курязького монастиря. Заміщував настоятелів при їх відсутності. Іконописець.
- 11. Платон (Малиновський) — настоятель Курязького монастиря. Перший настоятель Покровського монастиря, та перший ректор Харківського колегіуму. Пізніше архієпископ Крутицький, потім Московський.
- 12. Осип Зинкевич — настоятель Курязького монастиря. Архімандрит.1730
- 13. Петро Венсович — настоятель Курязького монастиря (1742 рік). Архімандрит. Переведений в Сумський монастир.
- 14. Варлаам Тищинський — з 15 липня 1742 року настоятель Курязького монастиря. Другий настоятель Покровського монастиря. Ректор Харківського колегіуму. Архімандрит. Пізніше переведений в Межигірський монастир, потім в київський Михайлівський.[5]
- 15. Костянтин Бродський — до червня 1752 року настоятель Курязького монастиря. Архімандрит.
- 16. Валаам (Андріївський) — до 11 січня 1762 року настоятель Курязького монастиря. Архімандрит.
- 17. Матвій (Млодзинський) — до липня 1766 року настоятель Курязького монастиря. Архімандрит. Переведений в Святогірський монастир. Після його переходу 4 роки монастир заставався без настоятеля. З роду вільшанських священиків.
- 18 Наркис (Микола Іванович Квітка) — настоятель Курязького монастиря (1770—1788 роки). Архімандрит. Син Ізюмського козацького полковника Івана Григоровича Квітки.

З 1788 року Курязький монастир було скасовано.
З 1796 року завдяки допомоги Петра Федоровича Сабурова монастир було відновлено як «заштатна гуртожитна пустинь»
- Костянтин — ієромонах. Завідував Курязьким монастирем (1796 рік).
- Іларіон — ігумен. Завідував Курязьким монастирем з 1797 року.
- Феодосій — ієромонах. Завідував Курязьким монастирем з 1806 року.
- Афанасій — ієромонах. Завідував Курязьким монастирем з 1818 року.
- Адріан — ігумен. Завідував Курязьким монастирем

З 1836 Курязький монастир переведений до 2-го класу.
- Іван Оболенський — настоятель Курязького монастиря (1836-1 липня 1842 року). Архімандрит.
- Філофей (Успенський) — настоятель Курязького монастиря (1836-8 вересня 1842 року).
- Агафангел (Соловьов) — настоятель Курязького монастиря (1842- вересень 1845 року).
- Парфеній Попов — настоятель Курязького монастиря (1845- 22 квітня 1848 року).
- Ізраїль — настоятель Курязького монастиря (з 1848 року).
- Венедикт — настоятель Курязького монастиря (з червня 1851 року).